# I've Mine
I've Mine, estilizado en mayúsculas, es el primer EP en coreano y segundo en general del grupo femenino surcoreano Ive, que fue lanzado por Starship Entertainment y distribuido por Kakao Entertainment el 13 de octubre de 2023.

## Antecedentes y lanzamiento
El 27 de julio de 2023, medios surcoreanos anunciaron de forma exclusiva que Ive se encontraba preparando su próximo lanzamiento musical para el último semestre del mismo año. «Ive se está preparando para un regreso en octubre y los horarios detallados se anunciarán más adelante», señalaron desde su agencia, Starship Entertainment.
El 4 de septiembre de 2023, a través de las redes sociales oficiales del grupo, la agencia de Ive confirmó el lanzamiento del primer miniálbum en coreano del grupo, bajo el título de I've Mine. El anuncio vino acompañado de tres pósters conceptuales, asociados cada uno a tres nuevos sencillos, «Either Way», «Off the Record» y «Baddie», para ser publicados los días 25 de septiembre, 6 de octubre y 13 de octubre de 2023, respectivamente. El miniálbum sería lanzado íntegramente ese mismo 13 de octubre.

## Lista de canciones
| CD / Descarga digital |                  |                                                   |                                                             |                                      |          |  |
| N.º                   | Título           | Letras                                            | Música                                                      | Arreglos                             | Duración |  |
| 1.                    | «Off the Record» | Seo Ji Eum (서지음)                               | Ryan S. Jhun, Sivert Hjeltnes Hagtvet, baard, Hilda         | Sivert Hjeltnes Hagtvet              | 3:09     |  |
| 2.                    | «Baddie»         | BIG Naughty (서동현), 페리 (PERRIE), Ryan S. Jhun | Ryan S. Jhun, Christopher Smith, Starsmith, Lauren Aquilina | Ryan S. Jhun, Starsmith, RISC, Alawn | 2:34     |  |
| 3.                    | «Either Way»     | sunwoojunga (선우정아)                            | Ryan S. Jhun, Luke Fitton, Lauren Aquilina, Liam O’Donnell  | Ryan S. Jhun, Luke Fitton            | 2:47     |  |
| 4.                    | «Holy Moly»      | Seo Ji Eum (서지음)                               | Ryan S. Jhun, LOSTBOY, Lauren Aquilina, Clarence Coffee Jr. | Ryan S. Jhun, LOSTBOY                | 2:57     |  |
| 5.                    | «OTT»            | Jang Won-young                                    | Ryan S. Jhun, Gustav Nyström, Von Tiger, Canto              | Ryan S. Jhun, Gustav Nyström         | 2:37     |  |
| 6.                    | «Payback»        | BIG Naughty (서동현), Y0UNG, Ryan S. Jhun         | Ryan S. Jhun, Willie Weeks, Ryan Curtis, Maddie Dukes       | Willie Weeks, Ryan S. Jhun           | 3:08     |  |
| 17:12                 |                  |                                                   |                                                             |                                      |          |  |

## Reconocimientos

### Premios y nominaciones
| Año  | Evento                    | Premio                           | Resultado | Ref.   |
| ---- | ------------------------- | -------------------------------- | --------- | ------ |
| 2023 | China Year End Awards     | Álbum femenino más vendido       | Nominado  | [ 7 ]  |
| 2023 | China Year End Awards     | Álbum internacional más vendido  | Nominado  | [ 7 ]  |
| 2023 | China Year End Awards     | Álbum K-Pop más vendido          | Nominado  | [ 7 ]  |
| 2023 | China Year End Awards     | Álbum femenino K-Pop más vendido | Nominado  | [ 7 ]  |
| 2023 | China Year End Awards     | Álbum de un grupo más vendido    | Nominado  | [ 7 ]  |
| 2024 | Circle Chart Music Awards | Artista del año - Álbum          | Nominado  | [ 8 ]  |
| 2024 | Golden Disc Awards        | Álbum Bonsang                    | Ganador   | [ 9 ]  |
| 2024 | Golden Disc Awards        | Álbum del año (Daesang)          | Nominado  | [ 10 ] |

### Listados
| Publicación   | Listado                                    | Lugar    | Ref.   |
| ------------- | ------------------------------------------ | -------- | ------ |
| Genius Korea  | 2023 Year-End Genius Korea Chart - Top EPs | 20.º     | [ 11 ] |
| Real Zenerate | 15 K-pop albums of 2023                    | Incluida | [ 12 ] |

## Historial de lanzamiento
| País          | Fecha                 | Formato                         | Sello                           |
| ------------- | --------------------- | ------------------------------- | ------------------------------- |
| Corea del Sur | 13 de octubre de 2023 | CD, descarga digital, streaming | Starship Entertainment, Kakao M |